# NGC 2086
NGC 2086 (другое обозначение — ESO 57-EN17, N160C) — эмиссионная туманность в созвездии Золотой Рыбы, расположенная в Большом Магеллановом Облаке. Открыта Джеймсом Данлопом в 1826 году. Возможно, рентгеновский источник LMC X-1 сформировался именно в этой туманности; в таком случае, он покинул NGC 2086 около 2,4 миллиона лет назад.
Этот объект входит в число перечисленных в оригинальной редакции «Нового общего каталога».